# Francisco José Tenreiro
Francisco José Tenreiro (São Tomé, São Tomé i Príncipe, 20 de gener de 1921 - Lisboa, 30 de desembre de 1963), fou un geògraf i poeta de São Tomé. Fou docent a l'Institut de Ciències Socials i Política Ultramarina, actual Institut Superior de Ciències Socials i Polítiques (ISCSP) de la Universitat de Lisboa.
Va publicar assajos sobre temes polítics i socials en diversos diaris i revistes. El seu principal tema era el patiment dels negres durant el colonialisme i els problemes de la diàspora negra a Portugal i arreu del món. Amb la seva poesia que volia establir una mena de "Novo Àfrica", una nova literatura i cultura africanes. Fins i tot amb els problemes dels afroamericans li inspiaren el poema Fragmento de Blues, dedicat a Langston Hughes. El seu poema més famós és Negro de todo o mundo.

## Obres
- A Ilha de São Tomé (Estudo Geográfico), Junta de Investigações do Ultramar (Colecção "Memórias"), 1961.
- Ilha do Nome Santo, Coleção "Novo Cancioneiro", Coimbra, 1942.
- Poesia Negra de Expressão Portuguesa, Lisboa, 1953.
- Espelho do Invisível, 1959, Essayband.